# Gettin' Over You
«Gettin' Over You» es una canción del disc jockey francés David Guetta del álbum One Love. Cuenta con la voz de la cantante de Pop Fergie, el estadounidense de R&B Chris Willis y el dúo de hip house LMFAO. Fue lanzada como el quinto sencillo del cuarto álbum de Guetta, One Love el 12 de abril de 2010. Cabe destacar que «Gettin' Over You» es el remix de la original «Gettin' Over» que solo incluye las voces de Chris Willis. Su video ha sido el primero de David Guetta, capaz de sobrepasar las 100 mil reproducciones; y el tercero en reproducciones sobrepasado en la mitad por Where Them Girls At y altamente por Turn Me On, este último siendo el video más visto de David.

## Lista de canciones
| Promo CD (solo Radio y DJs) |                                |          |  |
| N.º                         | Título                         | Duración |  |
| 1.                          | «Gettin' Over You» (Original)  | 3:07     |  |
| 2.                          | «Gettin' Over You» (Extendida) | 5:59     |  |

| Descarga Digital |                                          |          |  |
| N.º              | Título                                   | Duración |  |
| 1.               | «Gettin' Over You» (Original)            | 3:07     |  |
| 2.               | «Gettin' Over You» (Extendida)           | 5:59     |  |
| 3.               | «Gettin' Over You» (Sidney Samson Remix) | 6:04     |  |
| 4.               | «Gettin' Over You» (Avicii Vocal Remix)  | 6:16     |  |
| 5.               | «Gettin' Over You» (Thomas Gold Remix)   | 6:35     |  |

## Video musical
Ha sido el primer vídeo de David Guetta en sobrepasar las 110 millones de reproducciones, el video más visto de David Guetta en Youtube, solo seguido de Where Them Girls At y Turn Me On, al tener ambos videos más de 100 millones de reproducciones.

### Trama
Fue dirigido por Rich Lee, quien se encargó de varios de los videos musicales de The Black Eyed Peas. En él aparecen David Guetta, Chris Willis, Fergie y LMFAO en el estudio de grabación realizando la canción; David Guetta manda un mensaje por Twitter del nuevo éxito, y poco después aparecen muchas personas bailando en el estudio. Fergie, Chris Willis y el dúo de LMFAO se preguntan como aparecieron todas estas personas pero siguen cantando, rodeados de la gente que baila a su alrededor.

## Posicionamiento en listas y certificaciones
| América        |                                                 |          |
| País           | Lista musical                                   | Posición |
| Canadá         | Canadian Hot 100                                | 12       |
| Estados Unidos | Billboard Dance Club Play                       | 1        |
| Estados Unidos | Billboard Hot 100                               | 31       |
| Estados Unidos | Billboard Pop 100                               | 21       |
| Europa         |                                                 |          |
| País           | Lista musical                                   | Posición |
| Alemania       | Media Control Charts                            | 15       |
| Austria        | Top 75                                          | 14       |
| Bélgica        | Top 50 Flandes                                  | 19       |
| Bélgica        | Top 40 Valonia                                  | 15       |
| Dinamarca      | Tracklisten                                     | 19       |
| España         | PROMUSICAE                                      | 10       |
| Francia        | Top 50 descargas                                | 6        |
| Francia        | Top 100 Singles                                 | 1        |
| Irlanda        | Top 50                                          | 4        |
| Noruega        | Top 20                                          | 20       |
| Países Bajos   | Dutch Top 40                                    | 21       |
| Reino Unido    | Top 100 - Versión original junto a Chris Willis | 86       |
| Reino Unido    | UK Singles Chart - Gettin Over You              | 1        |
| Suecia         | Top 60                                          | 28       |
| Suiza          | Top 75                                          | 11       |
| Oceanía        |                                                 |          |
| País           | Lista musical                                   | Posición |
| Australia      | Top 50                                          | 5        |
| Nueva Zelanda  | Top 40                                          | 3        |

| América        |                                                 |          |
| País           | Lista musical                                   | Posición |
| Canadá         | Canadian Hot 100                                | 12       |
| Estados Unidos | Billboard Dance Club Play                       | 1        |
| Estados Unidos | Billboard Hot 100                               | 31       |
| Estados Unidos | Billboard Pop 100                               | 21       |
| Europa         |                                                 |          |
| País           | Lista musical                                   | Posición |
| Alemania       | Media Control Charts                            | 15       |
| Austria        | Top 75                                          | 14       |
| Bélgica        | Top 50 Flandes                                  | 19       |
| Bélgica        | Top 40 Valonia                                  | 15       |
| Dinamarca      | Tracklisten                                     | 19       |
| España         | PROMUSICAE                                      | 10       |
| Francia        | Top 50 descargas                                | 6        |
| Francia        | Top 100 Singles                                 | 1        |
| Irlanda        | Top 50                                          | 4        |
| Noruega        | Top 20                                          | 20       |
| Países Bajos   | Dutch Top 40                                    | 21       |
| Reino Unido    | Top 100 - Versión original junto a Chris Willis | 86       |
| Reino Unido    | UK Singles Chart - Gettin Over You              | 1        |
| Suecia         | Top 60                                          | 28       |
| Suiza          | Top 75                                          | 11       |
| Oceanía        |                                                 |          |
| País           | Lista musical                                   | Posición |
| Australia      | Top 50                                          | 5        |
| Nueva Zelanda  | Top 40                                          | 3        |

| País        | Organismo certificador | Certificación    | Ventas  |
| ----------- | ---------------------- | ---------------- | ------- |
| Alemania    | BVMI                   | Disco de Oro     | 150 000 |
| Australia   | ARIA                   | Disco de Platino | 140 000 |
| Italia      | FIMI                   | Disco de Platino | 30 000  |
| España      | PROMUSICAE             | Disco de Oro     | 20 000  |
| Reino Unido | BPI                    | Disco de Plata   | 200 000 |

### Sucesión en listas
| Anterior: «Dirtee Disco» de Dizzee Rascal                  | UK Singles Chart — Sencillo Nro 1 6 de junio de 2010 — 13 de junio de 2010      | Siguiente: «Shout» de Shout for England con Dizzee Rascal & James Corden |
| Anterior: «Dust in Gravity» de Delerium con Kreesha Turner | Hot Dance Club Songs — Sencillo Nro 1 12 de junio de 2010 — 19 de junio de 2010 | Siguiente: «Not Myself Tonight» de Christina Aguilera                    |
| Anterior: «Allez Ola Olé» de Jessy Matador                 | French Singles Chart — Sencillo Nro 1 20 de junio de 2010 — 27 de junio de 2010 | Siguiente: «Allez Ola Olé» de Jessy Matador                              |